# Касимов, Равиль Гайнуллович
Равиль Гайнуллович Касимов (род. 24 октября 1947, Пермь, СССР) — заслуженный тренер России.

## Биография
В школе пытался заниматься футболом, хоккеем, борьбой. Из-за небольшого роста его неохотно брали в спортивные секции. Его сосед предложил ему попробовать себя в боксе. Ему было 14 лет, когда он стал тренироваться у заслуженного мастера спорта СССР Александра Засухина. И перед тем как записаться в боксерскую секцию, он подрался в школе с мальчиком. Он[кто?] тогда побил будущего тренера. Через год Равиль снова вызвал его на драку. Он победил своего обидчика. Это подтолкнуло Равиля Касимова заниматься боксом с еще большим усердием.

## Карьера
В 27 лет началась тренерская карьера Касимова. Сначала он работал в Германии в составе группы советских войск. Вернувшись в 1989 году в Краснодар, перешел на административную работу, стал заместителем директора Школы высшего спортивного мастерства. Но кабинетная работа тяготила Равиля Гайнулловича. Он вернулся к тренерскому искусству. За одно лето сам отремонтировал зал спортивного общества «Спартак» в Краснодаре. А потом стал там тренировать. Создал клуб бокса «Спартак», который существует уже 21 год.

## Достижения
Касимов стал выступать на соревнованиях в легкой категории — до 51 кг. Занял второе место на чемпионате РСФСР. Потом выиграл чемпионат профсоюзов СССР. Именно после этого турнира к нему подошли два прославленных краснодарских тренера Артём Александрович Лавров и Михаил Михайлович Радоняк. Они предложили молодому и перспективному боксеру переехать в краевой центр Кубани. Здесь Касимов поступил в Краснодарский институт физической культуры и спорта. А тренировался в доме физкультуры и спорта «Спартак». Выступая за это спортивное общество, Касимов стал обладателем Кубка СССР. Потом перешел в ЦСКА. Там стал призером Вооруженных сил, снова обладателем Кубка СССР. В составе сборной СССР выигрывал международные встречи, был неоднократным призером страны.